# Fiestas Juninas

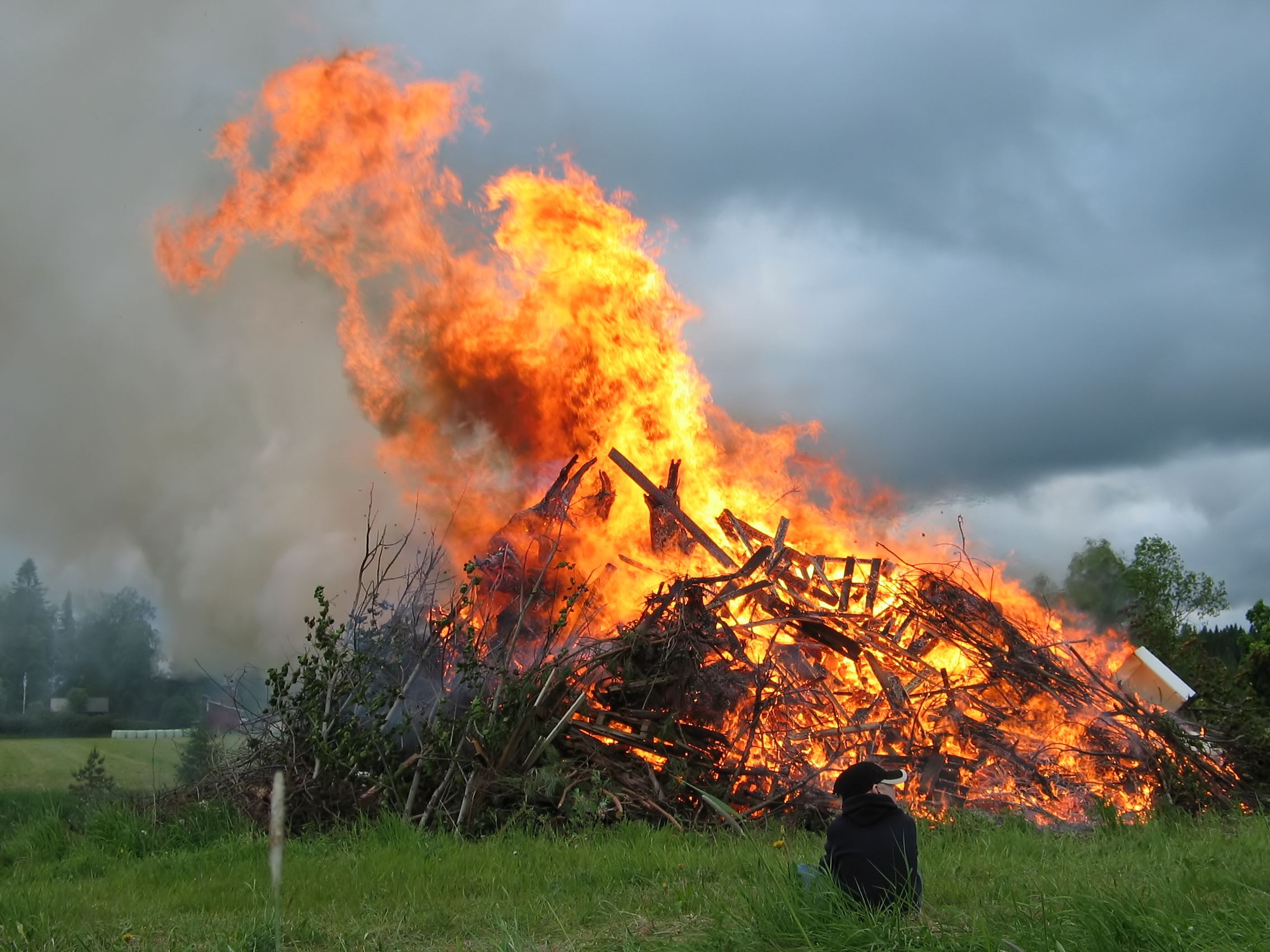
Hoguera de Midsommar en Mäntsälä, Finlandia.

Las Fiestas juninas son una festividad tradicional que se celebra en el mes de junio, mes en el cual también ocurre el solsticio de invierno en el hemisferio sur. 
Estas celebraciones son particularmente importantes en Europa del Norte - Dinamarca, Estonia, Finlandia, Letonia, Lituania, Noruega y Suecia -, pero también ocurre a gran escala en Irlanda, Galicia, Asturias, partes de Reino Unido (especialmente Cornwall), Francia, Italia, Malta, Portugal, España, Ucrania, Alemania, otras partes de Europa y otras país es tales como Canadá, Estados Unidos, Puerto Rico, Brasil y Australia.
El ciclo de festividades comienza el 13 de junio (fiesta de San Antonio) continuando el 24 de junio (fiesta de San Juan) y finaliza el 29 de junio (fiesta de San Pedro).
En Brasil, la festividad fue introducida por los colonos portugueses que continuaban, en su nueva tierra, la tradición de celebrar el solsticio de verano en Europa.
Es una fiesta principalmente rural y se celebra con deliciosas comidas, música tradicional (la llamada música junina), exhibiciones, fuegos artificiales, globo de papel seda y bailes típicos alrededor de fogatas. Las ciudades de Campina Grande y Caruaru, en el noreste brasileño, se han destacado por organizar las Fiestas juninas más grandes.